# Spencer Weisz
Spencer Bennett Weisz (in ebraico ספנסר וייס‎?; Florham Park, 31 maggio 1995) è un cestista statunitense naturalizzato israeliano.